# サザンビーチちがさき

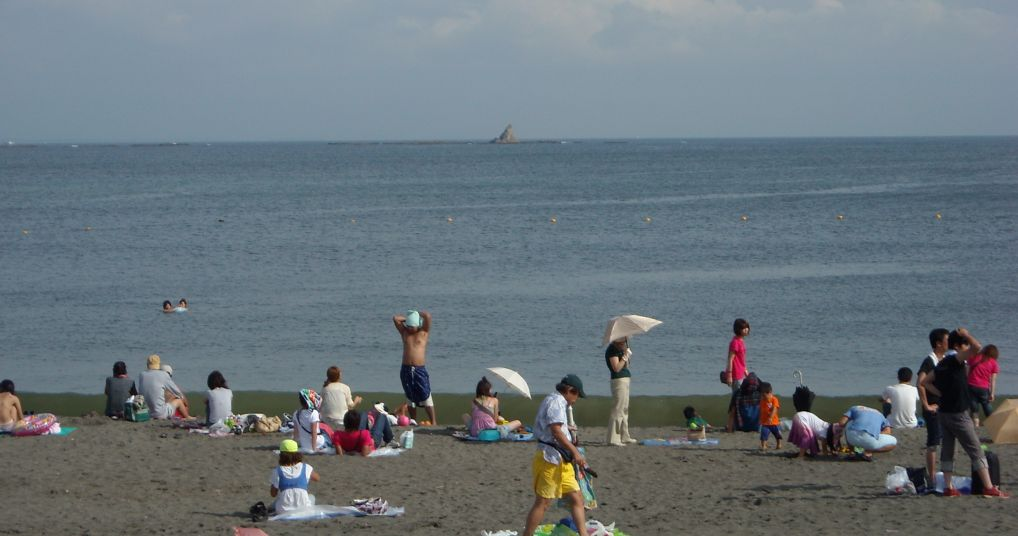
砂浜と烏帽子岩

サザンビーチちがさき（Southern Beach Chigasaki、旧称：Sazan Beach Chigasaki）は、神奈川県茅ヶ崎市中海岸にある海水浴場である。旧・茅ヶ崎海水浴場。英語でのスペル表記は、南地方を指す"Southern"よりも、固有名詞であるサザンオールスターズに肖った面が強かったため、当初"Sazan"から始まっていたが、現在は"Southern"へ変更されている。

## 略歴

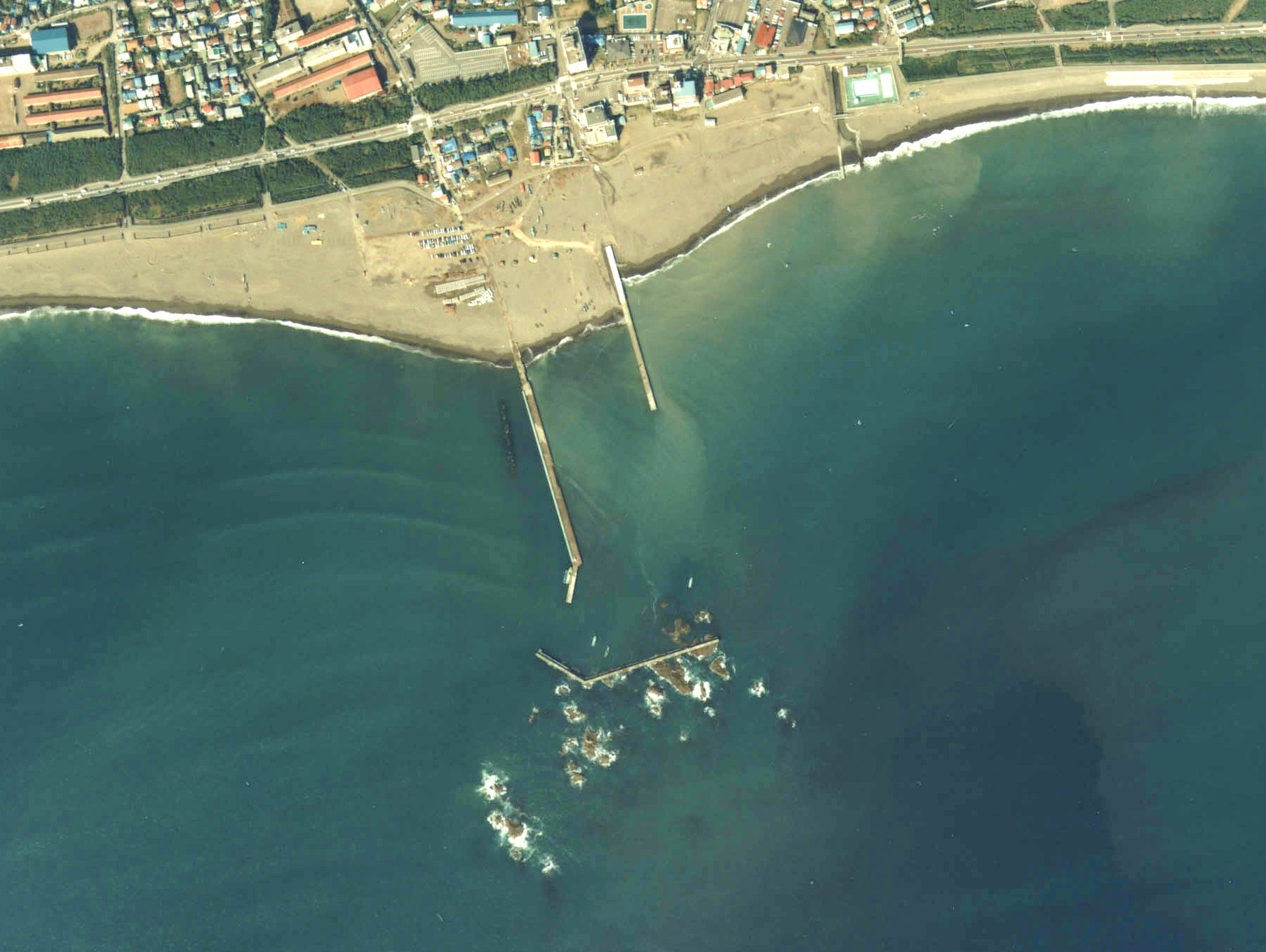
海に突き出た防波堤より、右側（東側）の浜辺がサザンビーチちがさき。
（1988年撮影）

茅ヶ崎の海水浴場の歴史は古く、1898年の開設である。明治から昭和中期にかけての茅ヶ崎周辺は、主に9代目市川團十郎を始めとする著名人の別荘や企業の保養所が数多く存在する地域で、そうした人たちの海遊びの場として海水浴場が設置された。
平成に入ってから海水浴客の減少に苦悩していた茅ヶ崎市観光協会が1999年に地元茅ヶ崎市出身の桑田佳祐が率いるサザンオールスターズの名にあやかり、茅ヶ崎海水浴場からサザンビーチちがさきに改名したところ、海水浴客が増え始めた。
2000年8月19日 - 20日に茅ヶ崎公園野球場にてサザンオールスターズの「茅ヶ崎ライブ」が行われ、サザンビーチちがさきには大型映像ビジョン装置を設置して特設観覧席を設け、ライブの模様を臨場感たっぷりに実況中継するスペシャルイベントも開催された。このサザンオールスターズによる茅ヶ崎ライブは、一躍サザンビーチちがさきの名前を全国に広める波及効果を生み、これをきっかけに訪れる海水浴客が年々増え続けている。
2006年、2008年、2012年、2015年、2018年、2024年にはaikoが無料ライブ「Love Like Aloha Vol.2」「Love Like Aloha Vol.3」「Love Like Aloha Vol.4」「Love Like Aloha vol.5」「Love Like Aloha vol.6」「Love Like Aloha vol.7」を開催。フリーライブでありながら毎回2万 - 3万人程度を動員する大規模なもので、ライブではオリジナル曲だけでなく開催地にちなんでサザンや桑田ソロ曲のカヴァーも披露している。
2009年8月21日より湘南茅ヶ崎ビーチパーティ「エンドレスサマー」が開催されている。開催当初は単日開催であったが、2年目より土日の2日間開催に規模を拡大している。
2020年は新型コロナウイルス感染症拡大の影響により海水浴場の開設を中止した。
2023年9月27日。28日、30日、10月1日の4日間、茅ヶ崎公園野球場にて、サザンオールスターズ デビュー45周年茅ヶ崎ライブ2023が開催された。

## 施設

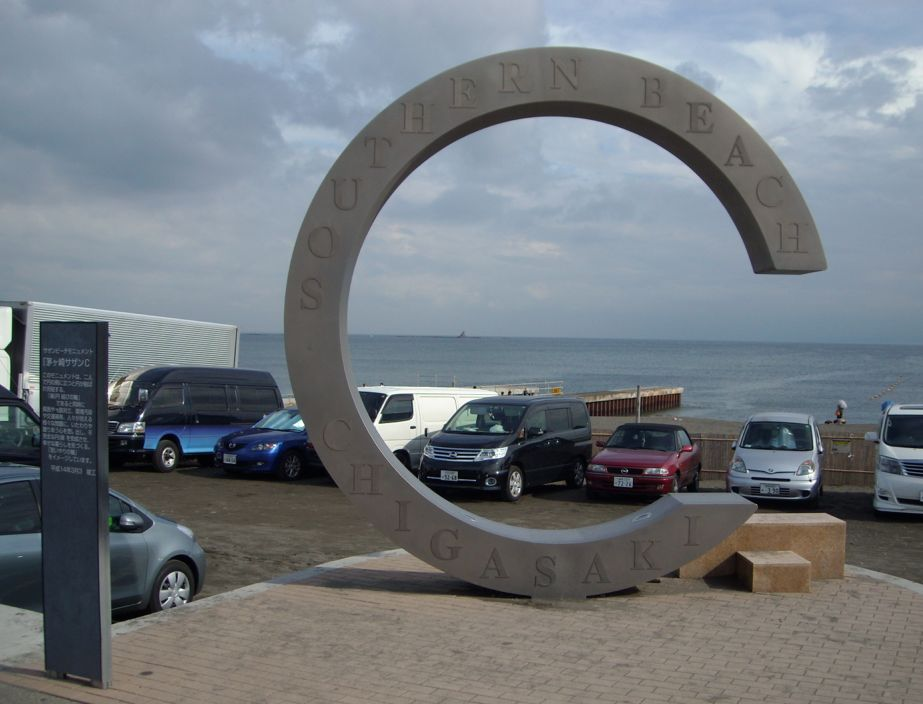
サザンビーチモニュメント「茅ヶ崎サザンC」
2人で円のそばに立つと「円」が結ばれるため「縁結びの輪」とされる。

- 海水浴場開設時期：毎年7月第1土曜日 - 8月31日
- 施設開場時間：8時30分 - 17時00分
- サザンビーチちがさき：奥行き 100m、 幅 200m
- 周辺スポット：烏帽子岩、サザンビーチモニュメント「茅ヶ崎サザンC」[注 3]

## 開催イベント
- 毎年5月下旬：「湘南祭」
- 毎年海の日：「浜降祭」
- 毎年8月第1土曜日：「サザンビーチちがさき花火大会」
- 毎年8月お盆明けの土日：湘南茅ヶ崎ビーチパーティ「エンドレスサマー」
- 毎年10月土曜日：「茅ヶ崎サザン芸術花火」
- 第34回ねんりんピックかながわ2022サーフィン交流大会（ロングボード）